# Doris McLemore
Doris Jean Lamar McLemore (Anadarko, 16 d'abril de 1927 - 30 d'agost 2016) fou l'última parlant nadiua de wichita, una de les llengües caddo parlada pels Wichita i Tribus Afiliades d'Oklahoma.

## Primers anys
McLemore va néixer el 1927 a Anadarko (Oklahoma). La seva mare era wichita i el seu pare era europeu-americà. McLemore fou criada pels seus avis materns wichites i el wichita és la seva llengua primera.
McLemore es graduà a l'internat indi el 1947 i passà 30 anys treballant-hi com a encarregada. es casà dos cops i tingué un fill i dues filles. El 1959 McLemore va marxar a viure vora Gracemont (Oklahoma) per viure amb els seus parents.

## Treball de preservació de la llengua
El 1962 McLemore va conèixer David Rood, un lingüista de la Universitat de Colorado, i des d'aleshores han col·laborat per preservar la llengua wichita.
McLemore feu classes de llengua als wichita i Tribus Afiliades i col·laborà amb el lingüista David Rood per crear un diccionari i CD de llengua.
“Doris és increïble per ser capaç de retenir tant com ella ho fa sense tenir ningú amb qui parlar habitualment", diu l'expresident tribal wichita, Gary McAdams.